# W słońcu Kalifornii
W słońcu Kalifornii (tytuł oryg. Pacific Palisades) to amerykański, trzynastoodcinkowy serial telewizyjny obyczajowy nadawany oryginalnie przez telewizję Fox. Wyprodukowany został w 1997 roku w wytwórni Aarona Spellinga.

## Obsada

### W rolach głównych
- Natalia Cigliuti (Rachel Whittaker)
- Kimberley Davies (Laura Sinclair)
- Jarrod Emick (Nicholas Hadley)
- Greg Evigan (Robert Russo)
- Finola Hughes (Kate Russo)
- Brittney Powell (Beth Hooper)
- Jocelyn Seagrave (Jessica Mitchell)
- Michelle Stafford (Joanna Hadley)
- Lucky Vanous (Matt Dunning)
- Joel Wyner (Cory Robbins) 1
- Joan Collins (Christina Hobson)

### W pozostałych rolach
- Gianni Russo (Frank Nichols)
- Dylan Neal (Cory Robbins) 2
- Jennifer Banko Stewart (Ashley MacInally)
- Paul Satterfield (John Graham)
- Daphne Ashbrook (Julie Graham)

## Fabuła
Akcja serialu rozgrywa się w Pacific Palisades – eleganckim przedmieściu, na zachodzie Los Angeles. Mieszkający tu ludzie przyjaźnią się ze sobą, kochają lub nienawidzą ale prawdziwym sensem ich życia jest zrobienie kariery. Są atrakcyjni, bardzo zdolni i szaleńczo ambitni – za wszelką cenę pragną osiągnąć sukces.
Dla wielu z nich szczytem pragnień jest praca w firmie architektonicznej „Russo”, której właścicielem jest Robert Russo – mężczyzna całkowicie oddany pracy. Jego żona, Kate marzy o dziecku i nie domyśla się nawet, że jej ukochany, doskonały małżonek oraz pracująca dla niego młoda, piękna i bardzo zdolna projektanka Jessica Mitchell, mają namiętny romans.
Lecz tak naprawdę, dla Roberta przede wszystkim liczy się jego firma i właśnie dlatego sprowadził z Michigan do Kalifornii swojego przyjaciela z dawnych lat, architekta Nicka Hadleya, który jest jednym  z najlepszych profesjonalistów w branży. Nick wraz z żoną Joanną również zamieszkali w Pacific Palisades. Razem z nimi mieszka Rachel – nastoletnia siostra Joanny – osoba szalenie niezależna i zbuntowana. Ciężko przeżyła przeprowadzkę i początek nauki w nowej szkole.

## Odcinki
| # odcinka | Tytuł                       | Oryginalna data emisji |
| --------- | --------------------------- | ---------------------- |
| 1         | Welcome to the Neighborhood | 9 kwietnia 1997        |
| 2         | The Bet                     | 16 kwietnia 1997       |
| 3         | The Other Woman             | 23 kwietnia 1997       |
| 4         | All Hell Breaks Loose       | 30 kwietnia 1997       |
| 5         | Mothers and Other Strangers | nie został wyemitowany |
| 6         | Runaway                     | 11 czerwca 1997        |
| 7         | Past & Present Danger       | 18 czerwca 1997        |
| 8         | Desperate Measure           | 25 czerwca 1997        |
| 9         | Best Laid Plans             | 2 lipca 1997           |
| 10        | Private Showing             | 9 lipca 1997           |
| 11        | Motherly Love               | 16 lipca 1997          |
| 12        | Sweet Revenge               | 23 lipca 1997          |
| 13        | End Game                    | 30 lipca 1997          |